# Elton Figueiredo
Elton Charles Figueiredo da Silva (n. 12 februarie 1986, Cuiabá, Brazilia) este un fotbalist brazilian care evoluează la clubul Apollon Limassol pe postul de mijlocaș defensiv.